# 朗道-利夫希兹方程
在物理學上，朗道-利夫希兹-吉爾伯特方程（Landau–Lifshitz–Gilbert），是以列夫·達維多維奇·朗道、叶夫根尼·利夫希茨和T·L·吉爾伯特命名的物理方程，以差分方程為基礎闡述一個進動磁性粒子的自發磁化。由T·L·吉爾伯特修改列夫·達維多維奇·朗道、叶夫根尼·利夫希茨的方程得到。该方程可以描述无外场作用下粒子受平均场作用而产生的运动。该方程直接暗示了自旋系统存在孤子。
朗道-利夫希兹方程是非线性偏微分方程，该方程有单一孤子的严格解，对于多孤子情形，可以采取数值方法求解。該方程在在不同情形下模擬微磁性磁場的鐵磁性磁場，尤其孤子於磁場的時閾行為。. 附加方程用於闡述自旋极化电流对磁体的影响。

## 朗道-利夫希茲方程

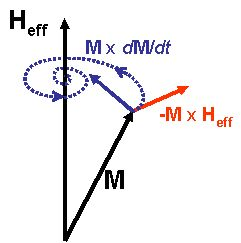
朗道-利夫希茲方程：紅色代表進動藍色代表阻尼。磁化（虚线螺旋）的轨迹的简化假设，即有效場H_{eff}為恆定.

設一個鐵磁體，磁化強度M可在其內部發生變化，但每一點擁有相等的磁飽和強度MS.朗道-利夫希兹-吉爾伯特方程對磁化響應于轉矩的旋轉，引入:
| {\displaystyle {\frac {d\mathbf {M} }{dt}}=-\gamma \mathbf {M} \times \mathbf {H_{\mathrm {eff} }} -\lambda \mathbf {M} \times \left(\mathbf {M} \times \mathbf {H_{\mathrm {eff} }} \right)} |  | 1 |

其中，γ 是孤子旋磁比，λ是現象阻尼參數，則：
{\displaystyle \lambda =\alpha {\frac {\gamma }{M_{\mathrm {s} }}},}
其中，α是一个无量纲常数，称为阻尼因子。有效場場Heff為外部場的一個組合時，退磁場（磁化磁場）的量子力學效應。解方程前提是包含用於退磁場的附加方程。

採用不可逆的統計力學法，可獨立推導出朗道-利夫希茲方程。

## 朗道-利夫希茲-吉爾伯特方程
1955年吉爾伯特由一個依賴於磁場的時間導數取代了朗道-利夫希茲的阻尼項：
| {\displaystyle {\frac {d\mathbf {M} }{dt}}=-\gamma \left(\mathbf {M} \times \mathbf {H} _{\mathrm {eff} }-\eta \mathbf {M} \times {\frac {d\mathbf {M} }{dt}}\right)} |  | 2b |

其中，η 是材料特性的阻尼參數。它可以轉化為朗道-利夫希茲方程：
| {\displaystyle {\frac {d\mathbf {M} }{dt}}=-\gamma '\mathbf {M} \times \mathbf {H} _{\mathrm {eff} }-\lambda \mathbf {M} \times (\mathbf {M} \times \mathbf {H} _{\mathrm {eff} })} |  | 2a |

由此：
{\displaystyle \gamma '={\frac {\gamma }{1+\gamma ^{2}\eta ^{2}M_{s}^{2}}}\qquad {\text{and}}\qquad \lambda ={\frac {\gamma ^{2}\eta }{1+\gamma ^{2}\eta ^{2}M_{s}^{2}}}.}
此情形的朗道-利夫希茲方程中，進動期γ'依賴於阻尼項。這更好地代表現實中磁體影響時，阻尼較大。

## 方程形式

### 普通形式
该方程的基本思想就是，在规范场作用下，粒子的运动本身会产生电磁场，而这种电磁场可以自我驱动于每一个粒子
{\displaystyle {\dot {\vec {m}}}(x,t)={\vec {m}}\times \nabla ^{2}{\vec {m}}}

### 协变形式
协变情况下，{\displaystyle D_{t}=\partial _{t}+iv\cdot \nabla }, 这里的速度代表的是粒子运动的群速度。
{\displaystyle D_{t}{\vec {m}}(x,t)={\vec {m}}\times \nabla ^{2}{\vec {m}}}

## 物理意义
平均场引发的自我驱动往往具有自持效果，这种效果的体现就是一群粒子可以形成稳定的孤子波。这就是磁性孤子。

## 延伸閱讀
- Amikam Aharoni. . Clarendon Press. 1996. ISBN 0-19-851791-2. （原始内容存档于2011-06-29）.
- William Fuller Brown, Jr. . Robert E. Krieger Publishing Co. 1978 [Originally published in 1963]. ISBN 0-88275-665-6.
- Chikazumi, Sōshin. . Clarendon Press. 1997. ISBN 0-19-851776-9.
- Gilbert, T.L., , Physical Review, 1955, 100: 1243, Bibcode:1955PhRv..100.1235., doi:10.1103/PhysRev.100.1235.   This is only an abstract; the full report is "Armor Research Foundation Project No. A059, Supplementary Report, May 1, 1956", but was never published. A description of the work is given in Gilbert, T. L., , IEEE Trans. Mag., 2004, 40 (6): 3443–3449, Bibcode:2004ITM....40.3443G, doi:10.1109/TMAG.2004.836740
- Landau, L.D.; Lifshitz, E.M., , Phys. Z. Sowietunion, 1935, 8, 153
- Skrotskiĭ, G V, , Sov. Phys. Usp., 1984, 27 (12): 977–979, Bibcode:1984SvPhU..27..977S, doi:10.1070/PU1984v027n12ABEH004101
- Guo, Boling; Ding, Shijin, , Frontiers of Research With the Chinese Academy of Sciences, World Scientific Publishing Company, 2008, ISBN 978-981-277-875-8
- Cimrak, Ivan,  (PDF), Archives of Comp. Meth. Eng., 2007, 15 (3): 1–37  [2015-07-04], doi:10.1007/BF03024947, （原始内容 (PDF)存档于2015-07-05）
- M, Lakshmanan,  (PDF), Phil. Trans. R. Soc. A, 2010, 369 (1939): 1280–1300, Bibcode:2011RSPTA.369.1280L, arXiv:1101.1005 , doi:10.1098/rsta.2010.0319